# Horacio E. Lona
Horacio E. Lona SDB (* 3. Juni 1942 in Buenos Aires) ist ein römisch-katholischer Theologe und Ordenspriester. Er ist emeritierter Professor für Neutestamentliche Exegese und Geschichte der altchristlichen Literatur an der Philosophisch-Theologischen Hochschule der Salesianer Don Boscos in Benediktbeuern. Seit 1985 ist er zudem Gastprofessor an der Erzbischöflichen Hochschule in Córdoba (Argentinien) sowie am Instituto Salesiano de Estudios Teológicos und an der Theologischen Fakultät der Katholischen Universität in Buenos Aires. Die Theologische Fakultät der Albert-Ludwigs-Universität Freiburg verlieh Horacio E. Lona am 23. Juni 2022 den Ehrendoktortitel (Doctor theologiae honoris causa).

## Biographie
Horacio E. Lona ist Priester und Mitglied des Ordens der Salesianer Don Boscos. Nach dem Studium der Philosophie am Instituto Filosófico Miguel Rúa in Córdoba (1962–63) studierte er Theologie am Instituto Teológico Villada (1966–67) sowie am Studium Theologicum (1967–69) in Córdoba. Er promovierte und habilitierte an der Julius-Maximilians-Universität Würzburg bei Rudolf Schnackenburg, einem der führenden katholischen Exegeten im Umfeld des Zweiten Vatikanischen Konzils. 1976 wurde er Professor für neutestamentliche Exegese an der Philosophisch-Theologischen Hochschule seines Ordens in Benediktbeuern. Hier lehrte und forschte er bis zu seiner Emeritierung 2010. Neben seiner Tätigkeit in Benediktbeuern lehrte er auch an den theologischen Lehranstalten in Buenos Aires und Córdoba (Argentinien).
Die Forschungsschwerpunkte von Horacio E. Lona im Neuen Testament bilden Paulus und die Paulusbriefe, vor allem die deuteropaulinischen Briefe an die Kolosser und Epheser, sowie Fragen der neutestamentlichen Eschatologie. Neben dem Neuen Testament gilt das Interesse von Horacio E. Lona der christlichen Literatur des 2. Jahrhunderts. Auf diesem Gebiet sind vor allem seine Kommentare zum Ersten Clemensbrief, zur Schrift an Diognet und zum anti-christlichen Traktat des platonischen Philosophen Kelsos zu nennen. Dem Interesse an der Literatur und Geschichte des Frühchristentums verdankt sich auch seine Mitarbeit in der Internationale Arbeitsgemeinschaft Zweites Jahrhundert (IAG), die er 1992 zusammen mit Norbert Brox und Ferdinand R. Prostmeier von der Universität Regensburg ins Leben rief und deren Jahrestreffen an der Hochschule in Benediktbeuern stattfinden. Eine Frucht aus dieser Arbeitsgemeinschaft ist die Initiierung und Herausgabe des Kommentar zu frühchristlichen Apologeten (KfA) im Verlag Herder, zusammen mit Norbert Brox, Kurt Niederwimmer, Jörg Ulrich und Ferdinand R. Prostmeier.
Horacio E. Lona ist der jüngere Bruder von Bischof Jorge Luis Lona von San Luis (Argentinien).

## Werke (Auswahl)
- Logos der Vernunft – Logos des Glaubens. Festgabe zum 80. Geburtstag von Edgar Früchtel (= Millennium Studies in the culture and history of the first millennium C.E. [MST], Bd. 31), hrsg. von Ferdinand R. Prostmeier und Horacio E. Lona. Walter De Gruyter: Berlin / New York 2010.
- Kleine Hinführung zu Paulus, 2. überarb. u. erw. Aufl., Freiburg u. a. 2009 (1. Aufl. 2006).
- Judas Iskariot. Legende und Wahrheit. Judas in den Evangelien und das Evangelium des Judas, Freiburg u. a. 2007.
- Die "wahre Lehre" des Kelsos (= Kommentar zu frühchristlichen Apologeten, Erg.-Bd. 1), Freiburg u. a. 2005.
- An Diognet (= Kommentar zu frühchristlichen Apologeten, Bd. 8), Freiburg u. a. 2001.
- Der erste Clemensbrief (= Kommentar zu den Apostolischen Vätern, Bd. 2), Göttingen 1998.
- Über die Auferstehung des Fleisches. Studien zur frühchristlichen Eschatologie (= Beihefte zur Zeitschrift für die neutestamentliche Wissenschaft und die Kunde der älteren Kirche, Bd. 66), Berlin/New York 1993.
- Die Eschatologie im Kolosser- und Epheserbrief (= Forschung zur Bibel, Bd. 48), Würzburg 1984. (Diss. habil.)
- Abraham in Johannes 8. Ein Beitrag zur Methodenfrage (= Europäische Hochschulschriften: Reihe 23, Theologie. Bd. 65), Frankfurt a. M. 1976. (Diss.)